# Abrothrix olivaceus
Espèce
Statut de conservation UICN

 LC  : Préoccupation mineure

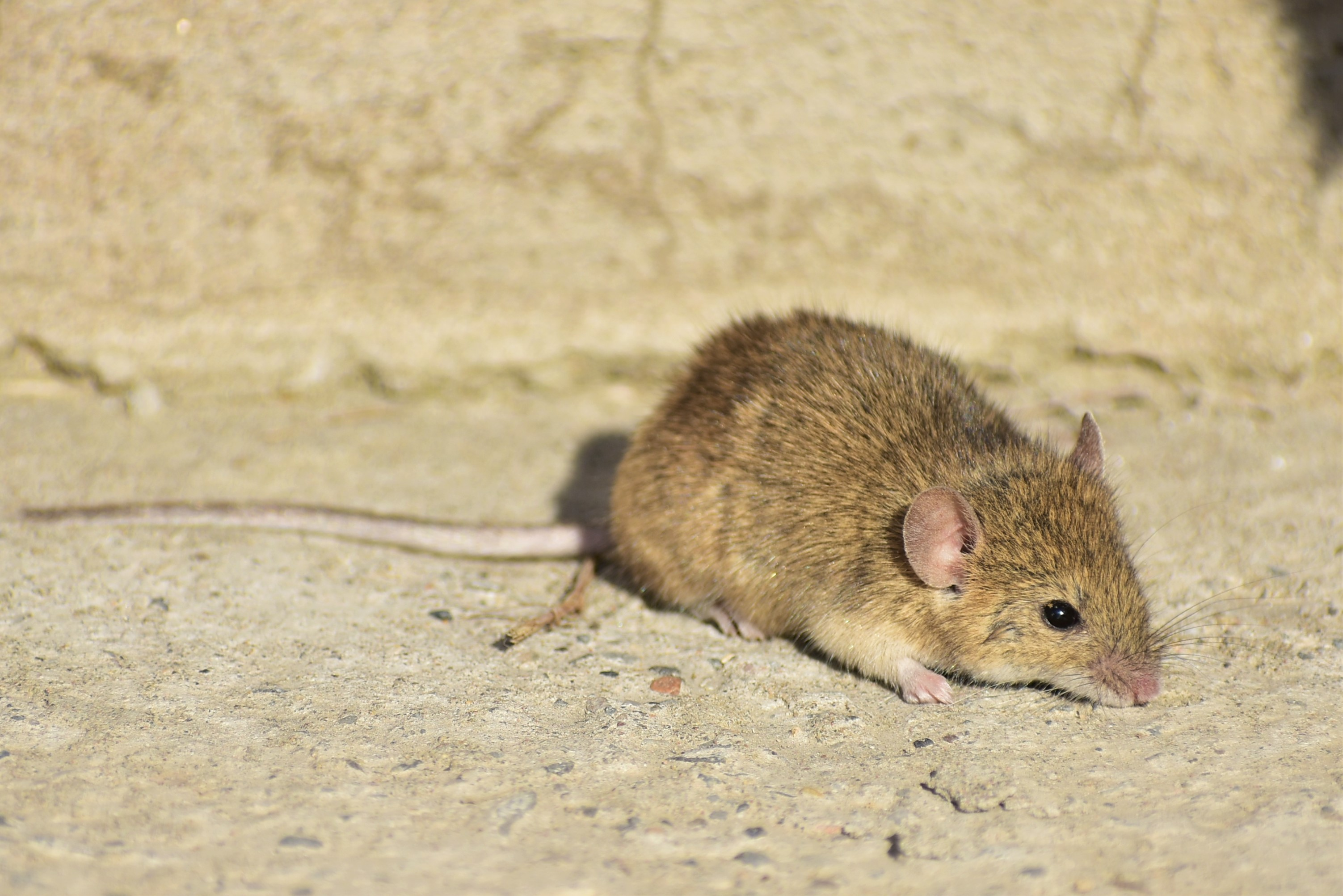
abrothrix olivaceus

Abrothrix olivaceus est une espèce de rongeurs du genre Abrothrix et de la famille des Cricétidés.

## Répartition et habitat
L'aire de répartition d'Abrothrix olivaceus couvre le Chili et l'ouest de l'Argentine, y compris en Terre de feu et en Patagonie.
Ce rongeur vit dans les steppes herbeuses et broussailleuses tout comme les plaines humides et les forêts de Northofagus.
Cette espèce est abondante et ses populations sont stables, elle n'est pas considérée comme menacée.

## Prédateurs
En tant que petit rongeur, Abrothrix olivaceus est la proie de prédateurs plus gros comme le Guigna (Leopardus guigna).